# Macrouroides inflaticeps
Macrouroides inflaticeps es una especie de pez de la familia Macrouridae en el orden de los Gadiformes.

## Morfología
• Los machos pueden llegar alcanzar los 48 cm de longitud total.

## Hábitat
Es un pez de aguas profundas que vive entre 747-4000 m de profundidad.

## Distribución geográfica
Se encuentra en las Filipinas, en el  Atlántico tropical y en el Índico.